# Kumagai Tomoya
Tomoya Kumagai (sinh ngày 25 tháng 3 năm 1988) là một cầu thủ bóng đá người Nhật Bản.

## Sự nghiệp câu lạc bộ
Tomoya Kumagai đã từng chơi cho JEF United Chiba và V-Varen Nagasaki.